# Otocelis phycophilus
Otocelis phycophilus är en plattmaskart som beskrevs av Ehlers och Doerjes 1979. Otocelis phycophilus ingår i släktet Otocelis och familjen Isodiametridae. Inga underarter finns listade i Catalogue of Life.